# حمام وکیل (کرمان)
حمام وکیل بخشی از مجموعه وکیل کرمان است که امروزه به صورت چایخانه سنتی استفاده می‌شود. این بنا در سال ۱۲۷۰ به شکل با شکوه و با تأثیرپذیری از سبک معماری دوره زندیه قاجاریه احداث شده است. این بنا یکی از حمام‌های تاریخی، سنتی و باستانی کرمان است؛ و به تقلید از گنجعلی خان ساخته شده است. در سال‌های اخیر این حمام به چایخانه سنتی تبدیل شده است. سر در این حمام در سال ۱۳۶۹ به سبک معماری دوره مربوطه اش بازسازی شد و مستقیماً به بازار کرمان مرتبط است.

## معماری
در این حمام، سربینه و گرم خانه که فضاهایی وسیع و کشیده‌اند، به موازات هم قرار دارند.

### سربینه
سربینه در قاعده شکلی منظم، اما پرشکست و تراش خورده دارد که از ترکیب اشکال هندسی پدید آمده است. هشت ستون سنگی، که مرتفع‌ترین طاق این فضا را بر دوش دارند، بخش میانی آن را تشخص بخشیده‌اند و وجود حوضی بزرگ در وسط این بخش به اعتبار و اهمیت آن افزوده است. در دو انتهای سربینه، دو حوض مستطیل شکل کوچک دیده می‌شود که بر اهمیت این دو بخش تأکید می‌کنند. در پیرامون سربینه، سکویی کمی بالاتر از کف بخش میانی نشسته. پوشش این سکو، که کاشی فیروزه ای است، آن را از بخش میانی متمایز می‌کند. بر گرداگرد بخش میانی و در زیرسکو، حفره‌هایی برای گذاشتن کفش و دیگر لوازم تعبیه شده است. در قسمت‌های مختلف سربینه، سقف‌های رسمی بندی متناسب با شکل قاعده فضا احداث شده: در قسمت میانی، رسمی کاملی اجرا شده و رسمی‌های طاقهای دو طرف تظاهر کمتری یافته است تا قسمت میانی را تحت‌الشعاع قرار ندهند.
سقف و بدنه سربینه از آجر است و سراسر با کاشیهایی نشسته در میان آجر تزیین شده است. مجموع این تمهیدات سربینه را دیدنی‌ترین و پرکارترین بخش حمام کرده است. سربینه از یک سو با دستگاه ورودی مرتبط است و از سوی دیگر، با میان در درگاه‌های ورود به این فضاها در امتداد محور فرعی سربینه و رو به روی یکدیگر است. میان در از فضاهای مختلف الشکل متوالی تشکیل شده است و در امتداد محور فرعی گرم خانه، به آن راه می‌یابد. راه خروج از سربینه و ورود به گرم خانه بر روی محورهای این دو فضاست. این دو محور در یک امتداد نیستند و دو چرخش نود درجه در این مسیر باعث جلوگیری از اتلاف گرما شده است.

### گرم خانه
گرم خانه فضای کشیده‌ای است که ستون‌های سنگی، آن را به سه بخش اصلی تقسیم کرده: بخش میانی فضایی با قاعده مربع است و چهار ستون و طاق رسمی بندی دارد؛ در یک سمت این فضا، فضایی بزرگتر از آن وجود دارد که طاق رسمی بندی زیبایی بر دوش هشت ستون سنگی آن را پوشانده و حوض هشت گوش بزرگی تقریباً همه کف آن را فرا گرفته؛ در کنار این بخش نیز، فضایی هست که به نظر می‌رسد در مرمت دوره اخیر از ادغام برخی فضاها پدید آمده باشد. در سوی دیگر گرم خانه، بخش کوچک‌تری دیده می‌شود که حوض مستطیل شکل کشیده‌ای دارد و در جلوی خلوت گرم خانه قرار گرفته است. خلوت نیز قاعده هشت و نیم هشت و طاق رسمی بندی دارد. این بخش از گرم خانه راه جداگانه ای به میان در دارد که ممکن است حاصل تغییرات دوره اخیر باشد.

### خزینه
خزینه حمام، که در امتداد محور فرعی گرم خانه و رو به روی ورودی آن قرار دارد، فضایی است با قاعده مستطیل که سقف آن در میانه بخشی پرکار دارد. مراجعان از طریق پلکانی به خزینه داخل می‌شدند و سپس به سربینه بازمی‌گشتند.

### ورودی

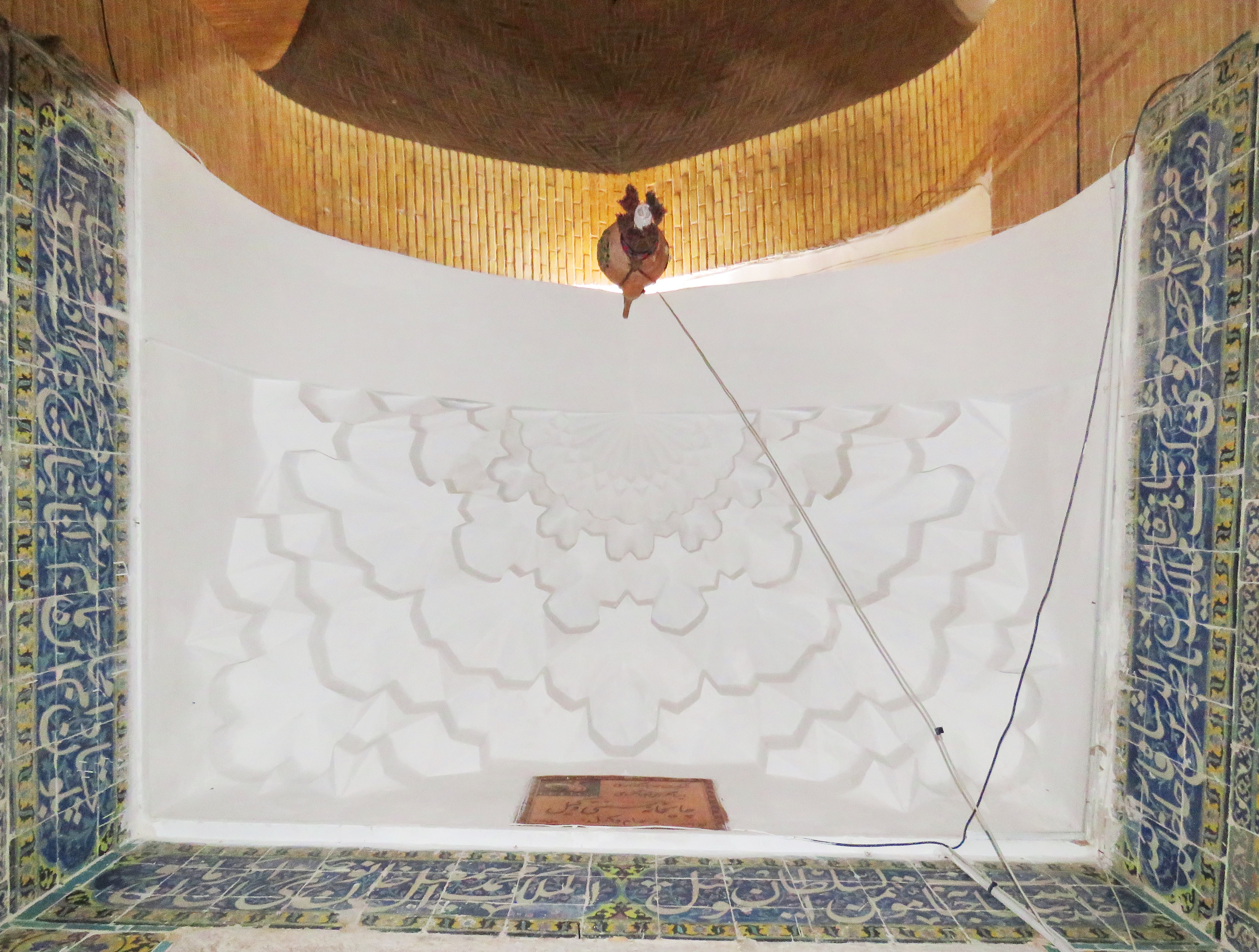
مقرنس کاری ورودی

دستگاه ورودی حمام از سردر و هشتی و دالان تشکیل شده. سردر تزیینات مقرنس در زیر طاق و ازاره کاشی و کتیبه کمربندی دارد. قسمت فوقانی سردر فروریخته بود که در سال‌های اخیر، مرمت شده است. هشتی سقف رسمی بندی بسیار زیبایی دارد که با سوار شدن سه رسمی پرکار بر بالای یکدیگر، شکل گرفته است. طاق نماهای پیرامون این هشتی با کاشیهایی با نقوش گل و بوته تزیین شده. تغییر زاویه مسیر حرکت از سردر تا سربینه موجب شده که دید مستقیم به سربینه از بین برود و از تبادل حرارت با بیرون کاسته شود. نورگیرهای مختلف در سقف فضاهای حمام، علاوه بر تأمین روشنایی، به زیبایی بر هندسه آن‌ها تأکید می‌کنند. امروزه در حمام وکیل چای خانه سنتی دایر است.

## کتیبه
بر طبق کتیبه سردر حمام وکیل، بانی بنا مؤتمن السلطان وکیل الملک محمد اسماعیل خان نوری بوده. وکیل الملک از سال ۱۲۷۷ تا ۱۲۸۴ حکومت کرمان را برعهده داشت.

## بهره‌برداری غیراصولی
این بنای تاریخی متأسفانه توسط میراث‌فرهنگی از سال ۱۳۹۶ برای استفاده به عنوان چایخانه اجاره داده شده است که نگرانی‌هایی بابت تخریب این بنا به دنبال داشته است.

## گالری تصاویر

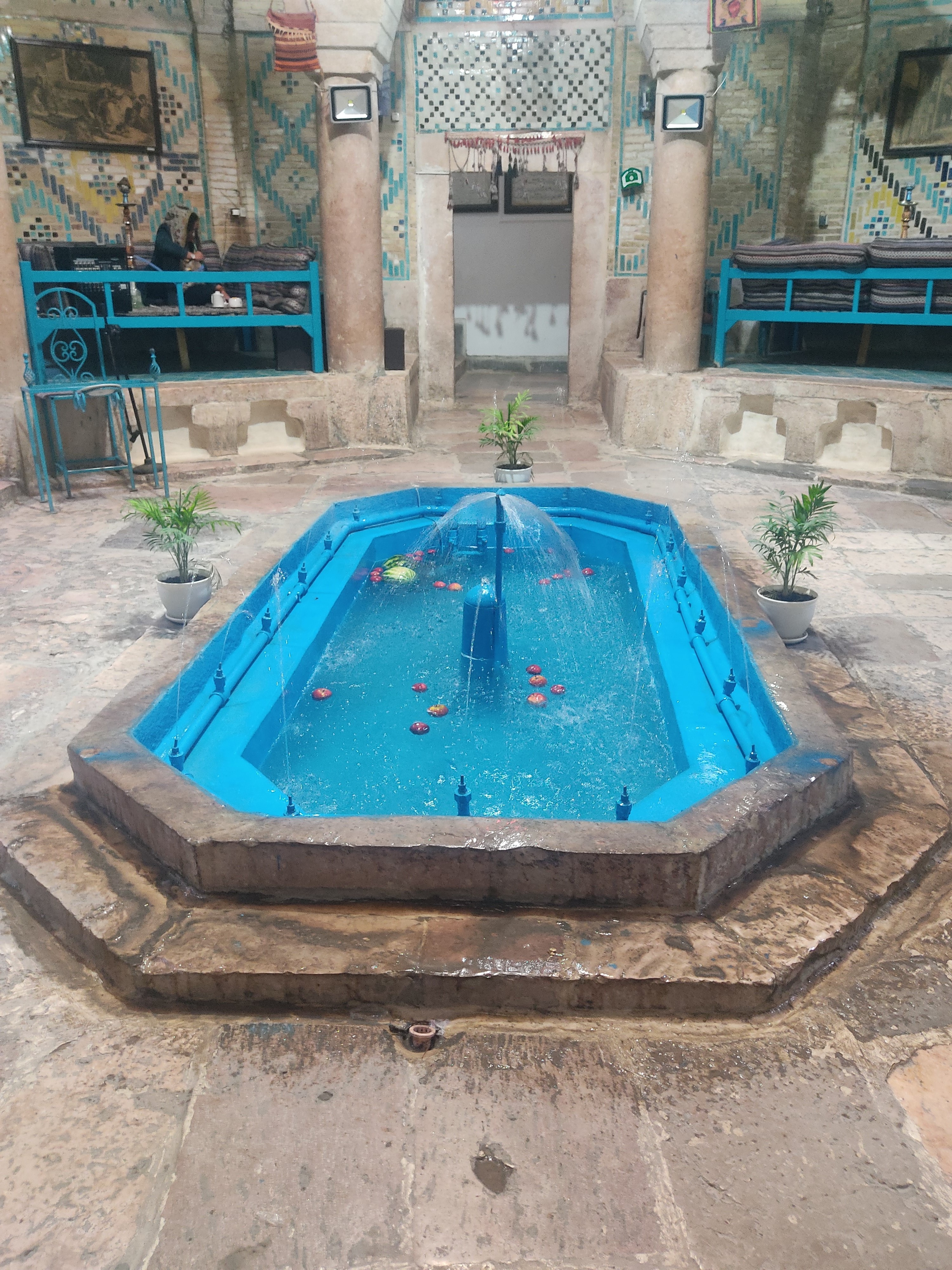
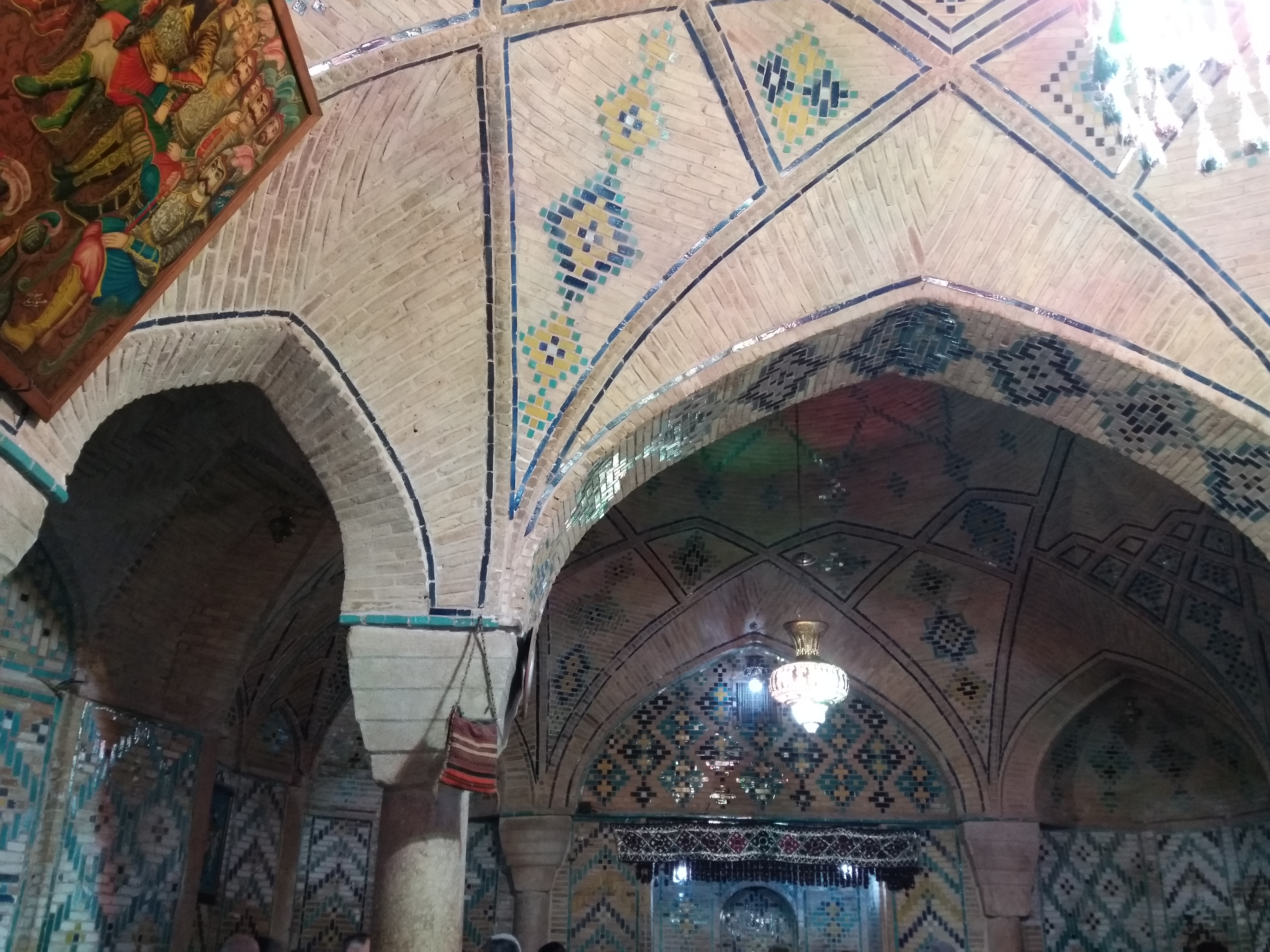
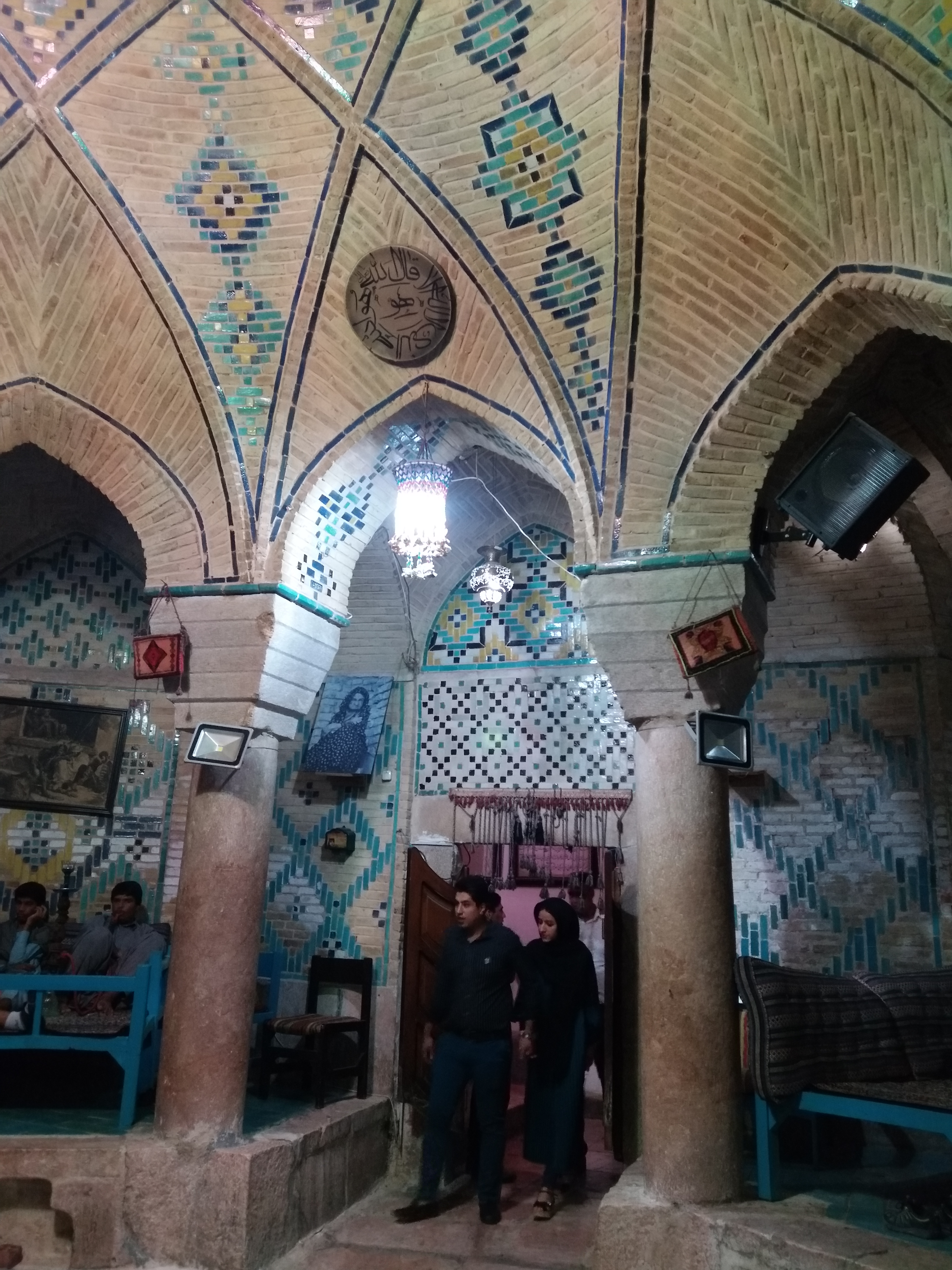
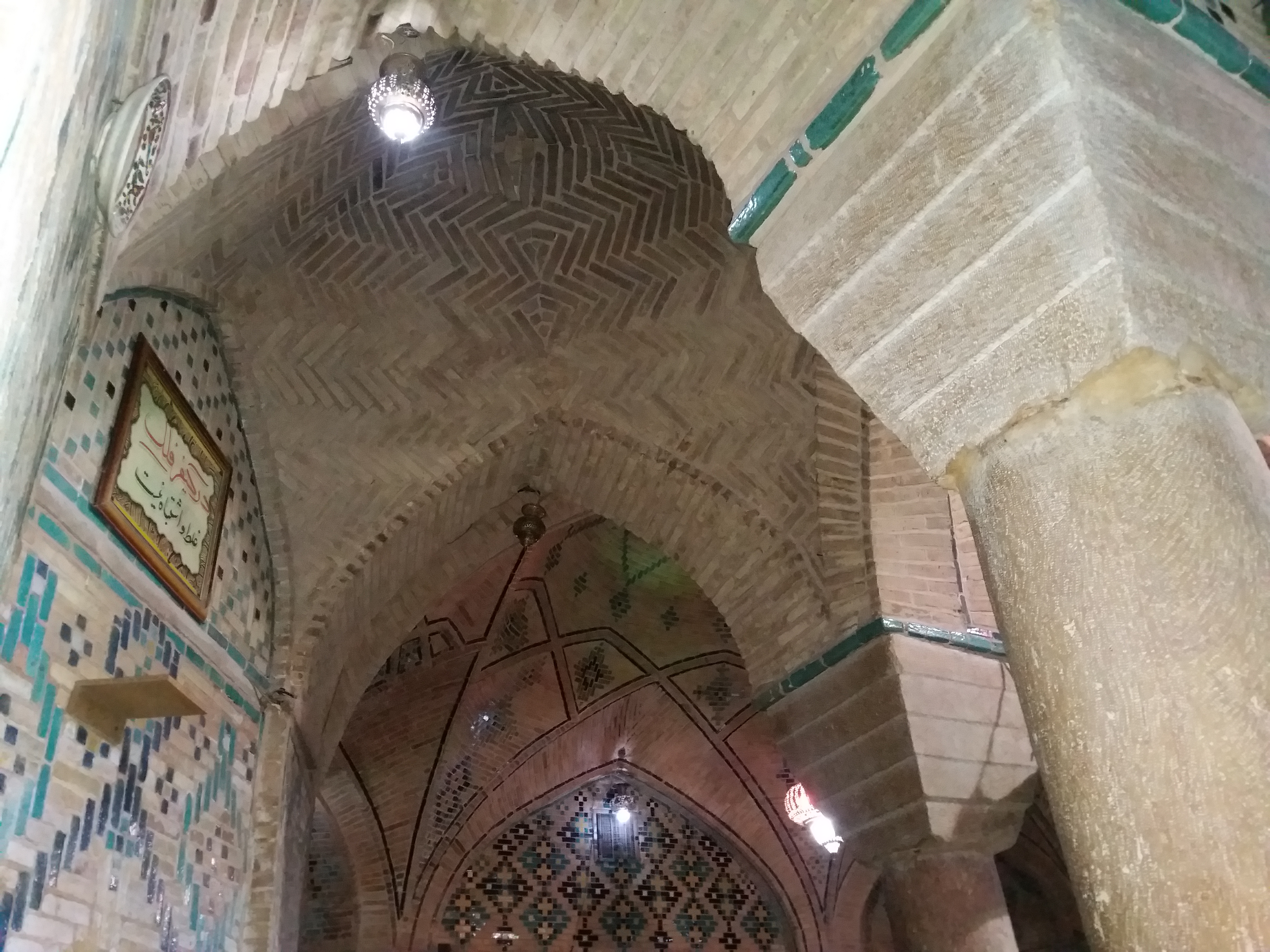
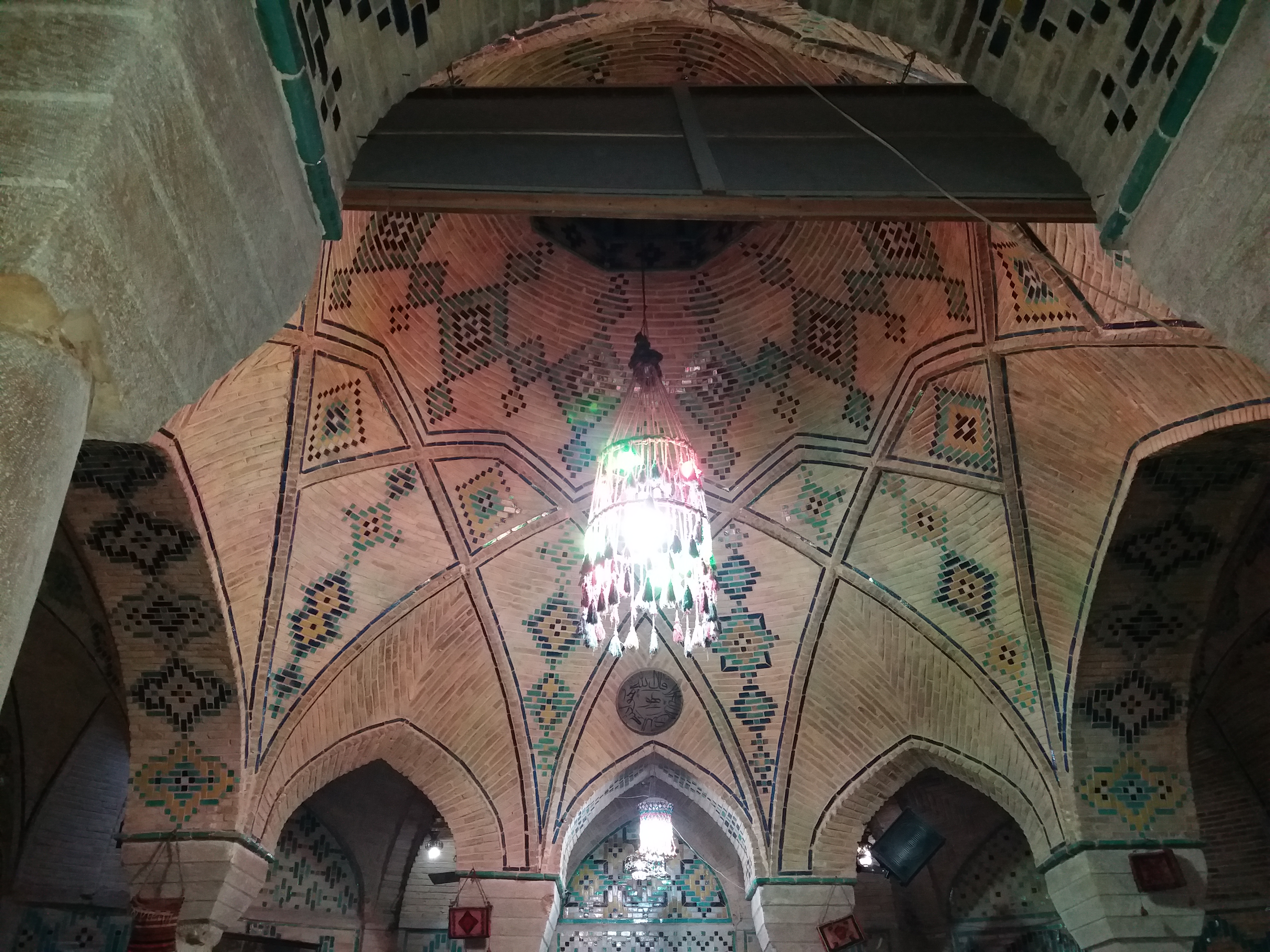
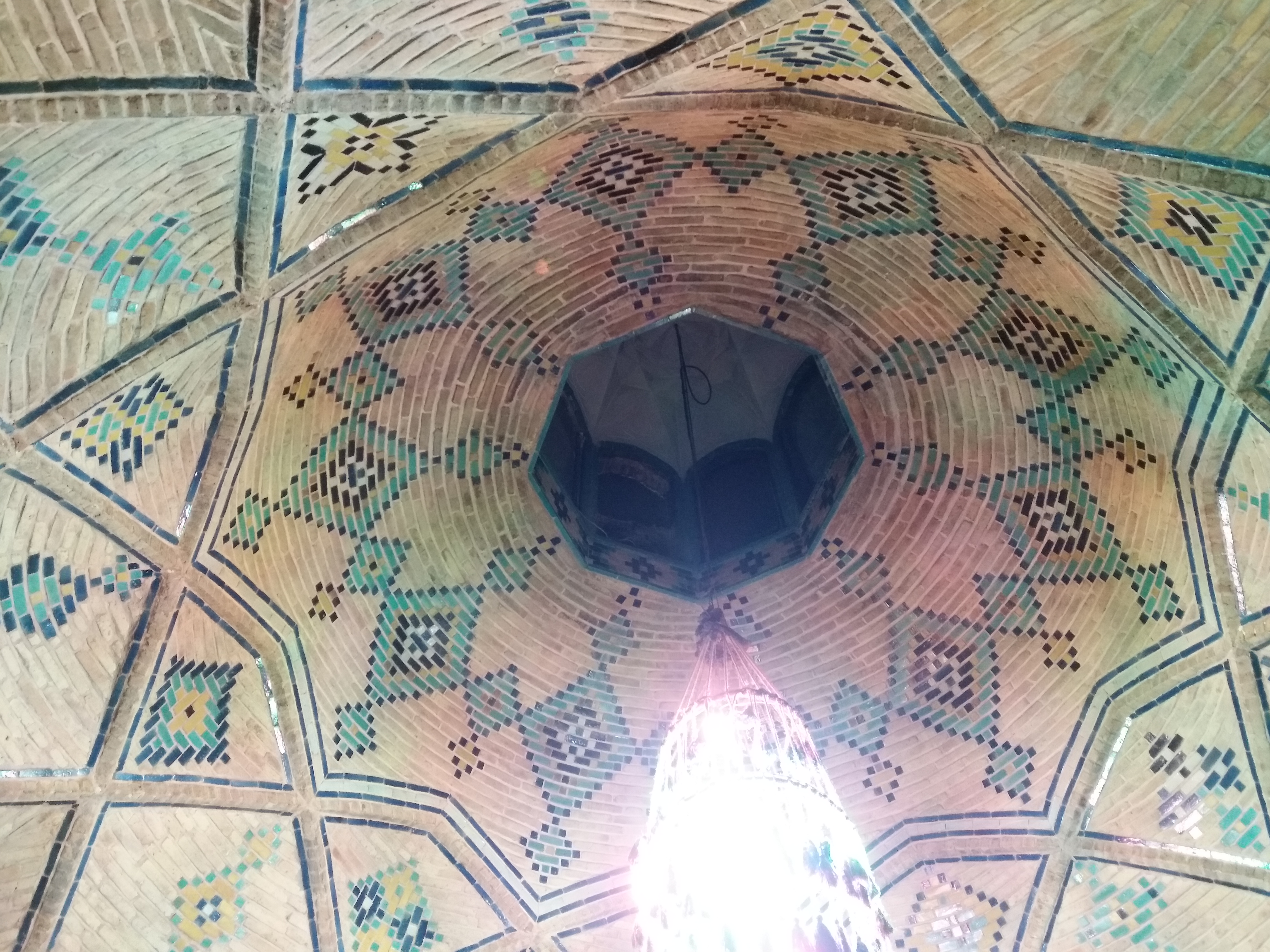
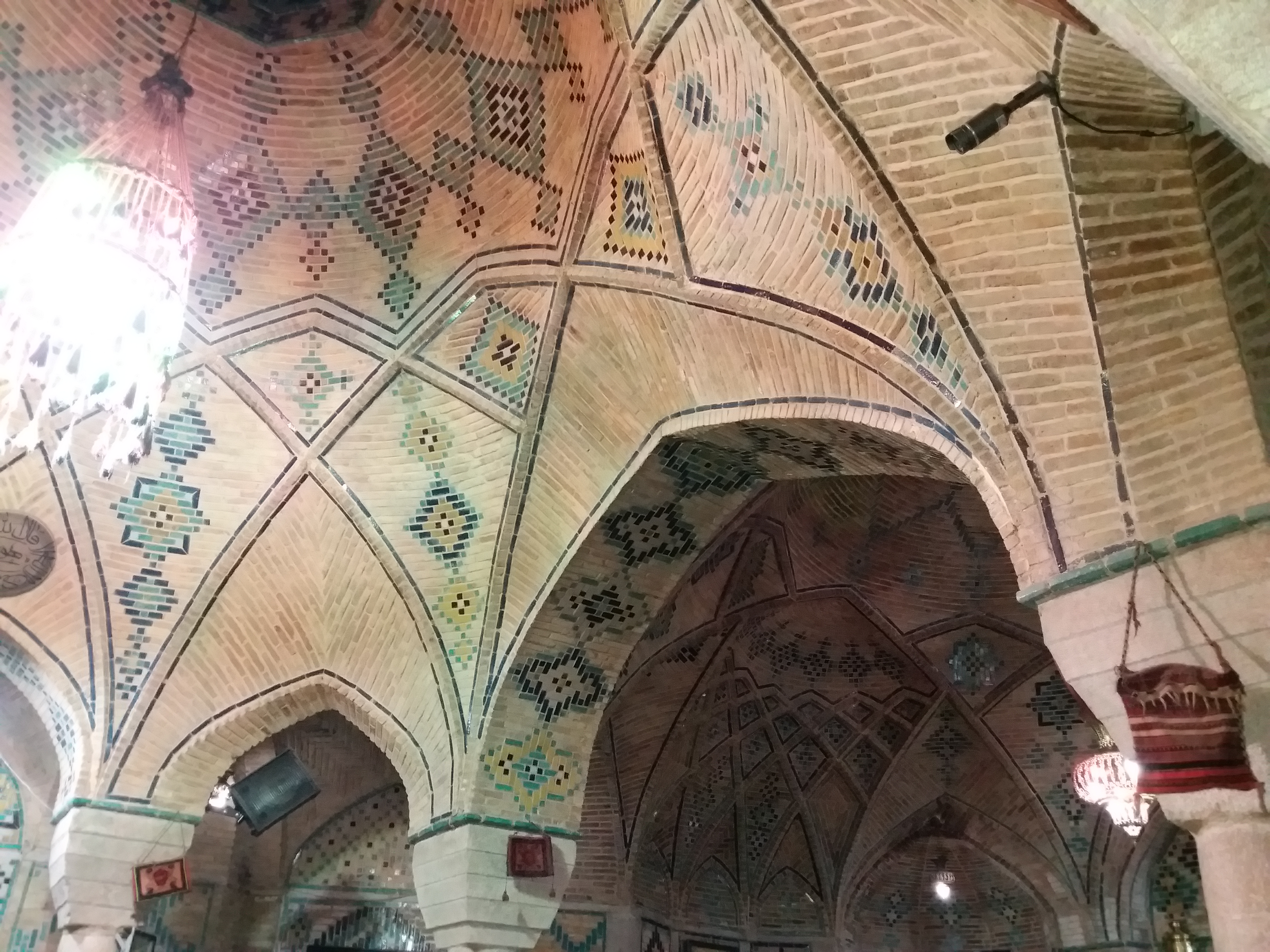
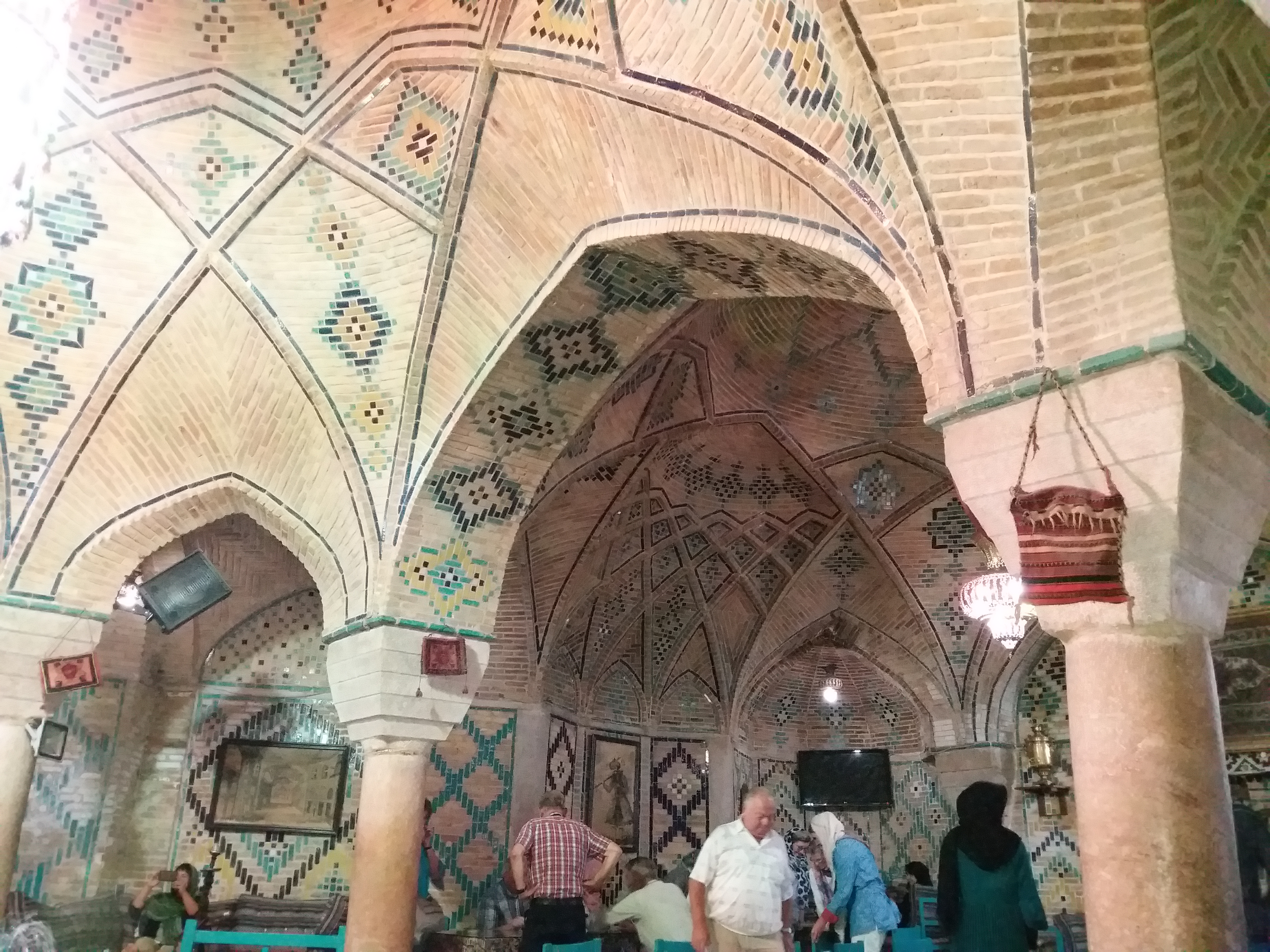
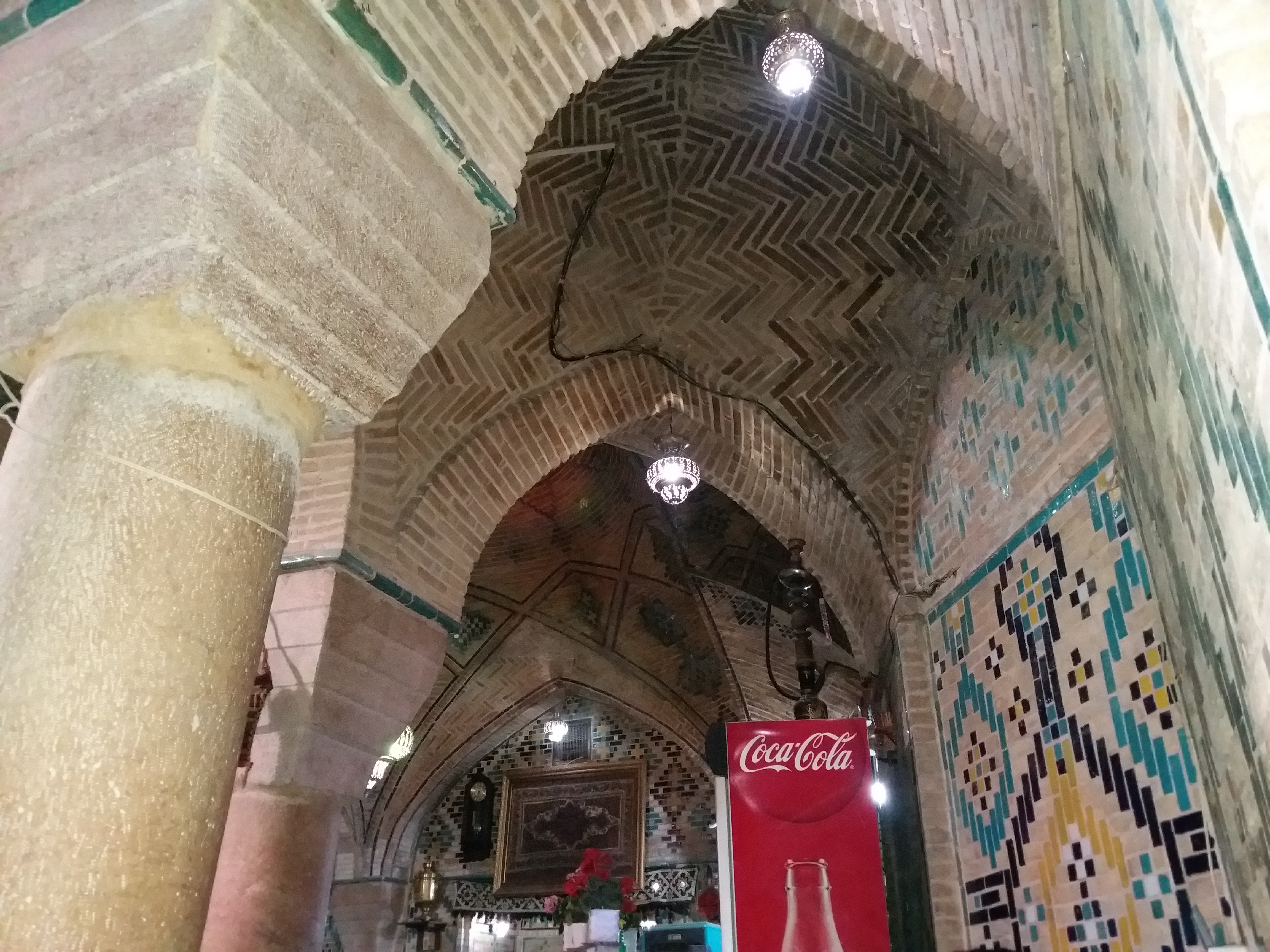